# Беглети (Хашурский муниципалитет)
Беглети (груз. ბეღლეთი) — село в Грузии. Находится в Хашурском муниципалитете края Шида-Картли. Высота над уровнем моря составляет 800 метров. Население — 22 человека (2014).